# Eupithecia unistrigata
Eupithecia unistrigata är en fjärilsart som beskrevs av Karl Dietze 1910. Eupithecia unistrigata ingår i släktet Eupithecia och familjen mätare. Inga underarter finns listade i Catalogue of Life.